# Fritillaria pyrenaica

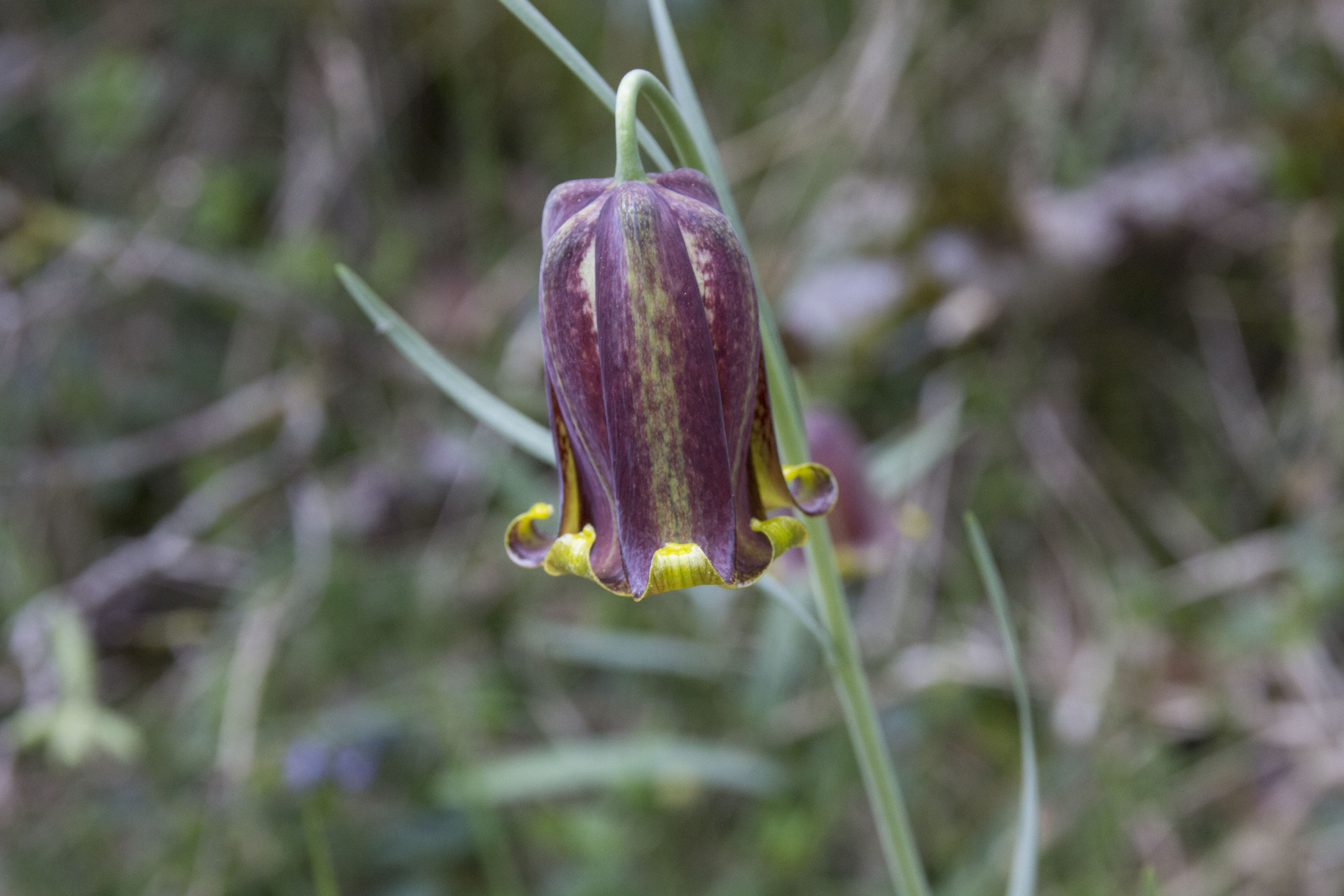
Fritillaria pyrenaica

Fritillaria pyrenaica är en liljeväxtart som beskrevs av Carl von Linné. Fritillaria pyrenaica ingår i Klockliljesläktet och i familjen liljeväxter.

## Underarter
Arten delas in i följande underarter:
- F. p. boissieri
- F. p. pyrenaica